# Les Feux de l'été (téléfilm)
Pour les articles homonymes, voir Les Feux de l'été.
Les Feux de l'été (The Long Hot Summer) est un téléfilm américain réalisé par Stuart Cooper, sorti en 1985.

## Synopsis
Ben Quick fuit la mauvaise réputation dont il est l'objet à cause de son père pyromane. Il échoue au sein de la famille Varner pour qui il commence à travailler comme métayer.
Remake du film de 1958 de Martin Ritt avec Paul Newman.

## Fiche technique
Sauf indication contraire, les informations mentionnées dans cette section peuvent être confirmées par la base de données cinématographiques IMDb,  présente dans la section « Liens externes ».
- Titre français : Les Feux de l'été
- Titre original : The Long, Hot Summer
- Réalisation : Stuart Cooper
- Scénario :  Rita Mae Brown, William Faulkner, Dennis Turner
- Musique : Charles Bernstein
- Direction artistique :
- Décors : Keith Hein
- Costumes : Shay Cunliffe
- Photographie : Reed Smoot, Steve Yaconelli
- Production : Daniel T. Cahn, Leonard Hill, Bobbi Kronowitz, John Thomas Lenox, Dori Weiss
- Pays de production :  États-Unis

## Distribution
- Don Johnson (VF : François Leccia) : Ben Quick
- Jason Robards : Will Varner
- Judith Ivey (VF : Élisabeth Wiener) : Noel Varner
- Cybill Shepherd (VF : Dorothée Jemma) : Eula Varner
- Ava Gardner : Minnie Littlejohn
- William Russ : Jody Varner
- Wings Hauser : Wilson Mahood
- Alexandra Johnson : Agnes Stewart
- Stephen Davies : Alan Stewart
- Charlotte Stanton : Mrs. Stewart
- Albert Hall : Armistead Howlett
- William Forsythe : Isaac
- James Gammon : Billy Quick
- Rance Howard : Wilk